# Nothing Breaks Like a Heart
«Nothing Breaks Like a Heart» — пісня британського музиканта Марка Ронсона за участі американської співачки Майлі Сайрус, випущена 29 листопада 2018 RCA Records як головний сингл з майбутнього, п'ятого студійного альбому Ронсона, Late Night Feelings (2019). Пісня посіла друге місце в UK Singles Chart та 43-тє місце в US Billboard Hot 100.

## Чарти
| Чарт (2018–19)                            | Найвища позиція |
| ----------------------------------------- | --------------- |
| Аргентина (Argentina Hot 100)             | 78              |
| Argentina Airplay (Monitor Latino)        | 17              |
| Австралія (ARIA)                          | 6               |
| Australia Dance (ARIA)                    | 1               |
| Австрія (Ö3 Austria Top 75)               | 20              |
| Бельгія (Ultratop Flanders)               | 2               |
| Бельгія (Ultratop Wallonia)               | 3               |
| Канада (Canadian Hot 100)                 | 19              |
| Хорватія (HRT)                            | 23              |
| Чехія (IFPI)                              | 22              |
| Чехія (Singles Digitál Top 100)           | 13              |
| Данія (Tracklisten)                       | 12              |
| Фінляндія (Suomen virallinen lista)       | 10              |
| Франція (SNEP)                            | 10              |
| Німеччина (Official German Charts)        | 16              |
| Німеччина (Airplay Chart)                 | 1               |
| Greece Digital Songs (Billboard)          | 2               |
| Угорщина (Rádiós Top 40)                  | 40              |
| Угорщина (Single Top 40)                  | 3               |
| Угорщина (Stream Top 40)                  | 4               |
| Ірландія (IRMA)                           | 2               |
| Ізраїль (Galgalatz)                       | 2               |
| Ізраїль (Media Forest)                    | 1               |
| Італія (FIMI)                             | 33              |
| Ліван (Lebanese Top 20)                   | 2               |
| Mexico Ingles Airplay (Billboard)         | 1               |
| Нідерланди (Dutch Top 40)                 | 4               |
| Нідерланди (Mega Single Top 100)          | 22              |
| Нова Зеландія (RIANZ)                     | 11              |
| Норвегія (VG-lista)                       | 19              |
| Польща (Polish Airplay Top 100)           | 4               |
| Португалія (AFP)                          | 32              |
| Румунія (Airplay 100)                     | 19              |
| Шотландія (Official Charts Company)       | 1               |
| Словаччина (IFPI)                         | 27              |
| Словаччина (Singles Digitál Top 100)      | 4               |
| Словенія (SloTop50)                       | 2               |
| Іспанія (PROMUSICAE)                      | 49              |
| Швеція (Sverigetopplistan)                | 16              |
| Швейцарія (Media Control AG)              | 10              |
| Велика Британія (Official Charts Company) | 2               |
| США (Billboard Hot 100)                   | 43              |
| США (Adult Contemporary) (Billboard)      | 26              |
| США (Adult Top 40) (Billboard)            | 19              |
| США (Hot Dance Club Songs) (Billboard)    | 1               |
| США (Mainstream Top 40) (Billboard)       | 17              |

## Сертифікації
| Регіон | Сертифікація       | Продажі   |
| --- | ------------------ | --------- |
| Австралія (ARIA) | 6× Платиновий      | 420 000   |
| Австрія (IFPI Austria)                                                                                                 | Платиновий         | 30 000    |
| Бельгія (BEA) | Золотий            | 20 000    |
| Бразилія (ABPD) | Діамантовий        | 160 000   |
| Канада (Music Canada)                                                                                                  | 2× Платиновий      | 160 000   |
| Данія (IFPI Denmark)                                                                                                   | Платиновий         | 90 000    |
| Франція (SNEP) | Діамантовий        | 333 333   |
| Німеччина (BVMI) | Платиновий         | 400 000   |
| Італія (FIMI) | Платиновий         | 50 000    |
| Мексика (AMPROFON) | Платиновий+Золотий | 90 000    |
| Нова Зеландія (RIANZ)                                                                                                  | Золотий            | 15 000    |
| Норвегія (IFPI Norway)                                                                                                 | Платиновий         | 60 000    |
| Польща (ZPAV) | 4× Платиновий      | 80 000    |
| Португалія (AFP) | Золотий            | 5000      |
| Іспанія (PROMUSICAE)                                                                                                   | Золотий            | 20 000    |
| Швейцарія (IFPI Switzerland)                                                                                           | Платиновий         | 20 000    |
| Велика Британія (BPI)                                                                                                  | 2× Платиновий      | 1 200 000 |
| США (RIAA) | Платиновий         | 1 000 000 |
| Потокове відтворення                                                                                                   |                    |           |
| Швеція (IFPI Sweden)                                                                                                   | Золотий            | 4 000 000 |
| продажі+прослуховування, що базуються лише на сертифікаціях · лише прослуховування, що базуються лише на сертифікаціях |                    |           |